# Mondadori Libri
Mondadori Libri, conosciuta anche come Mondadori, è una casa editrice italiana di proprietà della holding Arnoldo Mondadori Editore S.p.A. (anche detta «Gruppo Mondadori»). L'attività editoriale comincia nel 1907 ad opera di Arnoldo Mondadori, mentre la Mondadori Libri S.p.A. nasce nel 2014 con lo scopo di gestire le attività editoriali del gruppo (e quindi anche le pubblicazioni dell'omonimo marchio editoriale).

## Storia
A novembre 2014 il gruppo di Segrate decide di riunire tutti i suoi marchi librari in una società per azioni, «Mondadori Libri S.p.A.», che da gennaio 2015 ha come vice presidente Gian Arturo Ferrari (presidente è Ernesto Mauri). 
La nuova società controlla le partecipazioni nelle case editrici del gruppo attive nei settori commercio, arte e scolastica (Piemme (100%), Einaudi (100%), Mondadori Education (100%), Mondadori Electa (100%), Sperling & Kupfer (100%), Harlequin Mondadori (50%)) e nella società di distribuzione Mach 2 Libri (34,91%).
Nel luglio 2015 la casa editrice effettua due dismissioni: cede l'80% di Monradio, cui fa capo l'emittente radiofonica Radio 101, poi cede il 50% della joint venture con Harlequin. Tali operazioni servono a raccogliere parte del capitale necessario per effettuare un'operazione di acquisizione del valore di oltre 127 milioni di euro: il 5 ottobre 2015, infatti, la Mondadori rileva da RCS MediaGroup la controllata «RCS Libri» (tranne il marchio Adelphi). Con questa operazione, la Mondadori diventa la prima casa editrice italiana per fatturato; inoltre, secondo uno studio di Mediobanca, diventa il primo operatore nell'editoria libraria (con il 38% del mercato) e il primo operatore nel settore periodici (31% del mercato).
L'Autorità garante della concorrenza e del mercato (AGCM) avvia un'istruttoria che si conclude nel marzo 2016. La Mondadori deve cedere la Bompiani e la quota posseduta in Marsilio. L'Autorità inoltre approva dieci misure volte a stimolare la concorrenza sia nel settore editoriale che nel settore della distribuzione (pronunciamento del 23 marzo 2016). Dopo aver ottenuto l'autorizzazione dell'autorità regolatoria, il 14 aprile 2016 l'acquisizione è finalizzata. «RCS Libri», rinominata «Rizzoli Libri», viene incorporata in «Mondadori Libri S.p.A.». Nuovo presidente è Gian Arturo Ferrari (vicepresidente del gruppo). In adempimento delle decisioni dell'Antitrust, segue la cessione della partecipazione in Marsilio Editori a GEM (società della famiglia De Michelis) e quella della Bompiani alla casa editrice Giunti.
Il 12 luglio 2021 la Mondadori annuncia l'acquisizione del 100% delle azioni di «De Agostini Scuola», il ramo della casa editrice novarese dedicato all'istruzione. Con tale acquisizione la Mondadori diventa proprietaria anche dei marchi Petrini, Marietti Scuola, Utet Università, "Cideb-Black Cat" e Garzanti Scuola. «De Agostini Scuola» si affianca a Mondadori Education e Rizzoli Education. Con l'operazione il Gruppo Mondadori diventa il primo operatore italiano nel mercato dell'editoria scolastica.
Il primo aprile 2022 Mondadori Libri chiude l'acquisizione del 50% di De Agostini Libri.. Il successivo 6 giugno viene annunciato l'acquisto del 51% del capitale sociale della casa editrice perugina Star Comics, il principale editore italiano di fumetti, per un valore stimato in 15 milioni di euro. L'acquisizioni viene finalizzata il 30 giugno.

## Principali collane
- Le Scie (dal 1926)
- Medusa (1933-86)
- Gli Omnibus (dal 1937)
- Lo Specchio (dal 1940)
- Biblioteca Moderna (1948-1966)
- I Saggi (dal 1968)
- Scrittori italiani e stranieri (dal 1968)[21]
- I Meridiani (dal 1969)
- Scrittori greci e latini (dal 1974)
- Biblioteca Umoristica (dal 1977)
- Ingrandimenti (dal 1982)
- Frecce (dal 1987)
- Strade blu (dal 1998)
- Doc
- Shout (fino al 2012)
- Chrysalide (dal 2012)
- Fantastica (dal 2019)[22]

Collane per le edicole
- Il Giallo Mondadori (dal 1929)
- I Romanzi della palma (dal 1932)
- I Romanzi (dal 1945)
- Urania (dal 1952)
- Segretissimo (dal 1960)
- Epix (2009-2010)
- Meridiani Collezione (dal 2005)

Collane Ragazzi
- Manuali Mondadori
- I Grandi
- Cerchiorosso
- Il giallo dei ragazzi
- Piccoli brividi (1995-1999)
- Junior Mondadori
- Super brividi (2002-2014)

Collane libri economici
- Oscar Mondadori (dal 1965)
- Oscar Fantascienza (dal 1979 al 1994)
- Gli speciali del Giallo Mondadori (dal 1994)
- Miti Mondadori (dal 1995)
- Oscar Fantastica (dal 2016)

Collane di e-book
- Xs di Edizioni Mondadori

Altre collane
- Altri mondi
- Biblioteca della EST
- I classici del giallo
- I segreti del giallo
- I grandi della fantascienza
- Horror Mondadori
- I Neri Mondadori
- I nuovi bestsellers
- I nuovi bestsellers Special
- Libri d'arte (dal 1984)
- Horror Mondadori
- Oscar Draghi

## Società controllate
Le società editoriali controllate da Mondadori Libri S.p.A. sono:
- A.L.I. S.r.l. - Agenzia Libraria International (75%)
  - Il Castello S.r.l. (100%)
- De Agostini Libri S.r.l. (50%)
- Edizioni Star Comics S.r.l. (51%)
- Electa S.p.A. (100%)
  - Abscondita S.r.l. (80%)
- Giulio Einaudi Editore S.p.A. (100%)
  - Edizioni EL S.r.l. (50%)
- Grafiche Bovini S.r.l. (100%)
- Libromania S.r.l. (100%)
- Rizzoli International Publications Inc. (100%)